# Cover Girls
Cover Girls es una película de 1964 dirigida por José Bénazéraf.

## Argumento
El fotógrafo Philippe Abregas se empareja con una maniquí sueca que conoció en la alta vida en Roma, y le cuenta la historia de las cuatro chicas anteriores que lanzó como chicas de portada.

## Reparto
- Fred Williams como Philippe Avrecas (como Tex Williams).
- Giorgia Moll como Anna Sofia.
- Claudio Gora como Luciano Fraschetti.
- Maria Grazia Buccella como Carlotta Pezzano.
- Carole Walker como Eleanor.
- Jean Valmont como Karl.
- Paul Muller como Enrico.
- Heidi Balzer como Ube - Cover girl.
- Ulla Andersson como Mara / Molly - Cover girl.
- Beatrice Laforest como Babouche - Cover girl.
- Evi Marandi como Franca - Cover girl.[1]